# Kvillehed
Kvillehed är en småort i stadsdelen Säve (Säve socken) Göteborgs kommun.